# شب دگرگون

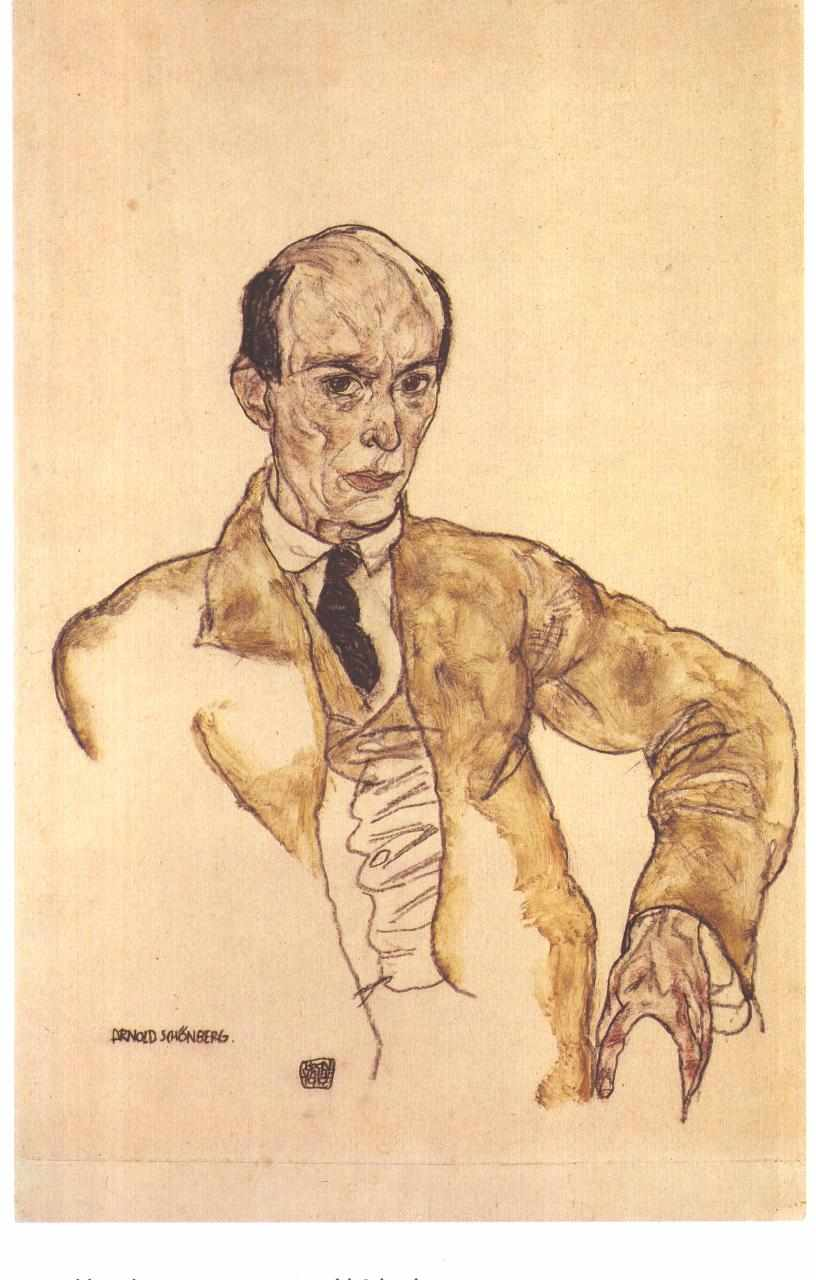
تک‌چهرهٔ آرنولد شونبرگ، اثر اگون شیله، ۱۹۱۷

شب دگرگون (به [Verklärte Nacht] Error: {{Lang-xx}}: متن دارای نشانه‌گذاری ایتالیک است (راهنما)) اُپوس ۴، یک شش‌نوازی زهی در یک موومان اثر آرنولد شونبرگ است که آن را در ۱۸۹۹ تصنیف کرده‌است. شونبرگ این اثر را تنها در مدت سه هفته نوشته و متقدم‌ترین اثرِ بااهمیتِ او محسوب می‌شود. او این قطعه را با الهام از شعری به همین نام اثر ریشارد دِمِل و احساسات قوی خود به خواهرِ استادش الکساندر فن تسملینسکی، کسی که بعدها با او ازدواج کرد، ساخته‌است.
این موومان را می‌توان به پنج بخشِ مجزا تقسیم کرد که این به پنج‌بخشیِ بودن شعرِ دِمِل برمی‌گردد. بااین‌همه، هیچ معیار خاص دیگری برای تقسیم‌بندی این موومان وجود ندارد.
این اثر یکی از آثار الهام‌بخش جنبش نوگرایی در سدهٔ بیستم بوده‌است.

## شعر
شعر Dehmel (از ۱۸۹۶) زن و مردی را توصیف میکند که در حال قدم زدن در یک شب مهتابی در جنگلی تاریک هستند. زن با معشوق تازه‌ی خود راز تاریکی را به اشتراک می گذارد، او فرزند مرد دیگری را حمل میکند. پرده‌های شعر Dehmel را در سراسر قطعه منعکس شده است، شروع با غم و اندوه آمده از اعتراف زن، یک میان پرده‌ی بی‌طرف از مرد که بر اقرار زن تأمل میکند و در پایان بخشش روشن زن توسط مرد : "O SIEH ، wie klar das Weltall schimmert! Ist es ein Glanz um alles hin? "(آه، ببین چقدر جهان روشن می‌درخشد! آیا این نوری است که در همه جا پخش می‌شود؟).